# 自転車免許証
自転車免許証（じてんしゃめんきょしょう）は小学生・中学生・高校生・高齢者を主な対象に各自治体・警察署が各種講習・実技を受講した者を対象にして独自に発行するものである。日本自動車連盟が催事で発行する「子ども安全免許証」と同じで、法律上の当該免許に対する効力はない。

## 概要
日本の自転車による交通事故が年々増加している状況を懸念して、東京都荒川区が2002年7月25日に導入したのが最初である。一定の講習・実技を受けると交付される。

## 問題点
自転車免許証制度は、安全運転・交通ルールの順守には有効な手段であるが、自動車免許証のように法的効力を持つものではないので、定期的に自治体等が交通安全講習などの取り組みをしていかないと形式的なものになってしまう恐れがある。

## 自転車免許制度のある自治体
- 新潟県新発田市
- 栃木県宇都宮市[1]・栃木市・佐野市
- 埼玉県加須市のうち旧騎西町の地域（引き継がれているかは不明）
- 東京都足立区・荒川区・杉並区・町田市・武蔵村山市
- 京都府福知山市
- 大阪府池田市・門真市
- 兵庫県警察が制度を導入しており、県下各自治体に導入を促している。免許証と修了証の2種を交付している[2]。実施されているのは他に尼崎市・加古川市
- 愛媛県松山市・新居浜市
- 広島県広島市[3]
- 福岡県北九州市